# Vandana Shiva
Vandana Shiva (Dehradun, 5 novembre 1952) è un'attivista e ambientalista indiana.
Attivista politica e ambientalista, si è battuta per cambiare pratiche e paradigmi nell'agricoltura e nell'alimentazione; si è occupata anche di questioni legate ai diritti sulla proprietà intellettuale, alla biodiversità, alla bioetica, alle implicazioni sociali, economiche e geopolitiche connesse all'uso di biotecnologie, ingegneria genetica e altro. È tra i principali leader dell'International Forum on Globalization, ed è vegetariana. Nel 1993 ha ricevuto il Right Livelihood Award.

## Biografia
Nasce nel 1952 a Dehra Dun, India del nord, da una famiglia progressista. Nel 1978 Shiva consegue il dottorato di ricerca in filosofia alla University of Western Ontario, Canada, con una tesi vertente sulle implicazioni filosofiche della meccanica quantistica, dal titolo Variabili nascoste e località nella teoria quantistica. Successivamente si occupa di ricerca interdisciplinare (scienza, tecnologia e politica ambientale) all'Indian Institute of Science e all'Indian Institute of Management di Bangalore. Dopo aver fatto ritorno in India abbandona il campo della filosofia della scienza per dedicarsi all'agricoltura.
Nel 1982 fonda il Research Foundation for Science, Technology and Natural Resource Policy, un istituto di ricerca da lei diretto. Nel 1993 riceve il Right Livelihood Award. Per promuovere il suo pensiero viaggia molto nel mondo, e giunge anche in Italia. Il 20 gennaio 2008 partecipa alla trasmissione Parla con me di Serena Dandini. Il 23 maggio 2010 è ospite nella trasmissione Che tempo che fa di Fabio Fazio. Il 9 aprile 2013 prende parte alla trasmissione Ballarò, mentre il 10 aprile è intervistata da Rai News 24.
Tra le sue battaglie, che l'hanno resa famosa anche in Europa, vi è quella contro gli OGM e la loro introduzione in India. Il 9 aprile 2013 riceve dall'Università della Calabria la laurea honoris causa in Scienza della nutrizione. Attualmente è la vicepresidente di Slow Food e collabora con la rivista di Legambiente La nuova ecologia. Nel 2014 ha espresso posizioni vicine ai No Cav sottoscrivendo l'appello contro le cave in difesa del Pizzo d'Uccello (Alpi Apuane).

## Povertà e globalizzazione

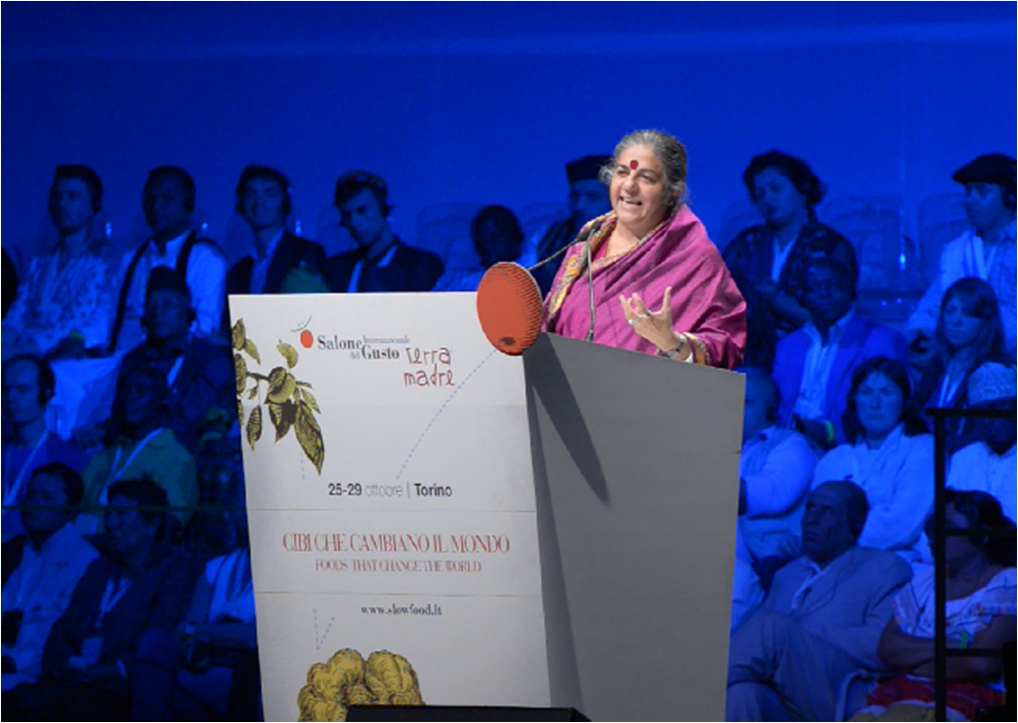
Vandana Shiva nel 2012 a Torino

Nel breve saggio Povertà e globalizzazione Shiva correla la povertà del terzo mondo agli effetti della globalizzazione. In esso si ritrovano in sintesi i punti chiave del suo pensiero, che ha esposto in altri libri.
(Vandana Shiva)

### La desertificazione del territorio agricolo
Lei sostiene che il ricorso diffuso alle monocolture, pur garantendo rese agricole elevate, altera gli equilibri del territorio e costringe ad usare dosi elevate di insetticidi, che provocano la scomparsa di insetti indispensabili per l'impollinazione delle piante (ad esempio api e farfalle).
Inoltre, nel suo libro Le guerre dell'acqua, critica l'utilizzo improprio delle riserve di acqua, le quali, invece di venir utilizzate a fini civili dalla popolazione, verrebbero sfruttate fino all'esaurimento per la coltivazione da parte di alcune aziende di piante idrovore quali la canna da zucchero e l'eucalipto.
Shiva ritiene che gli OGM utilizzati durante la rivoluzione verde indiana, forniti dagli Stati Uniti che desideravano così allontanare l'India da possibili influenze sovietiche, abbiano causato una forte perdita di fertilità del suolo a causa dei concimi chimici necessari alla crescita delle piante che hanno fortemente salinizzato il terreno.

### La distruzione della biodiversità
Secondo Vandana Shiva, la ricchezza di specie animali e vegetali presenti nel territorio (la biodiversità), è minacciata, soprattutto in campo agricolo, dalle multinazionali che incoraggiano i contadini a coltivare raccolti a cosiddetto "alto rendimento", impiantando monocolture, a detrimento delle centinaia di varietà tradizionali che stanno scomparendo.
Nel suo libro Vacche sacre e mucche pazze denuncia come causa della scomparsa delle razze locali anche l'allevamento intensivo delle mucche e quello dei gamberetti.

### Il debito
Le coltivazioni che le aziende multinazionali sementiere propongono ai contadini innescherebbero una dipendenza da semi di ibridi o di piante OGM, fertilizzanti chimici e fitofarmaci, con costi elevati per gli agricoltori. Le nuove colture tenderebbero infatti a essere più sensibili agli attacchi dei parassiti. I costosi semi, sostiene Shiva, non si adatterebbero alle condizioni locali e richiederebbero quindi più investimenti in sostanze chimiche e irrigazione. In questo modo i contadini si impoverirebbero a vantaggio delle aziende di sementi, perché alla lunga i maggiori introiti non coprirebbero le maggiori spese. Ciò, secondo alcuni avrebbe portato centinaia di coltivatori indiani, sommersi dai debiti, al suicidio. Tale affermazione è stata oggetto di contestazioni in quanto priva di riscontro nei dati disponibili.

### La questione del brevetto
Secondo Vandana Shiva i brevetti di varietà agricole ibride consentirebbero alle multinazionali del settore agricolo di appropriarsi di saperi millenari ed espropriare progressivamente i contadini del loro sapere. Inoltre il livello legislativo non è sufficiente a garantire una protezione a coloro ai quali gli OGM contaminassero i campi.

### La questione delGolden rice
Un'altra tesi sostenuta dalla Shiva è che, a causa di un impoverimento nel numero delle varietà vegetali coltivate, si ridurrebbero le fonti di sostanze nutrienti e di vitamine. Controverso è il caso del Golden Rice, un riso GM arricchito con pro-vitamina A che, secondo uno studio pubblicato su Science, aiuterebbe a combattere la VAD (Vitamin A Deficiency, carenza di retinolo). Secondo stime dell'OMS, la VAD genera ogni anno tra i 250.000 ed i 500.000 casi nel mondo di cecità in bambini, la metà dei quali poi muore entro un anno.
Il golden rice nell'ottica di Shiva sarebbe solo un palliativo, se non un danno, non in grado di sopperire alla perdita di biodiversità causata dalle monocolture e dai fitofarmaci in quanto le colture locali non solo contengono una quantità uguale/superiore di vitamina A ma per produrre lo stesso quantitativo di cibo le colture selezionate dai contadini indiani necessitano di un minor quantitativo di acqua. Esso, secondo la Shiva, sarebbe pertanto il proseguimento di un modello di sviluppo che avrebbe finora impoverito i contadini e le risorse naturali (a partire da quella idrica). La Shiva, tuttavia, fu molto criticata in occasione di una sua invettiva in cui sottolineava il rischio di ipervitaminosi legato al consumo di questo riso, cosa contestata in quanto nel riso non è presente vitamina A, che può in effetti causare ipervitaminosi, ma il suo precursore beta-carotene che invece non dà questo problema.

## Critiche
In netta contrapposizione con le tesi espresse da Vandana Shiva si è posta in particolare la scuola di pensiero che fa riferimento al premio Nobel per la pace e padre della Rivoluzione Verde, Norman Borlaug, che, pur riconoscendo la necessità di risolvere le ingiustizie che creano difficoltà di accesso al cibo per molte persone nei paesi poveri, sottolineano come, senza un aumento delle rese basato sull'innovazione agricola ed un uso più efficiente della terra non sia possibile rispondere ai problemi di nutrizione del pianeta né tantomeno proteggere l'ambiente.
Più precisamente, Vandana Shiva viene criticata da chi ritiene le sue posizioni ingenue e il suo modello di sviluppo impraticabile su scala globale. Il modello di agricoltura cui essa fa riferimento, secondo i suoi detrattori, riporterebbe il sistema agricolo indiano a livelli pre-industriali riducendo significativamente le rese e impedendo alle persone di migliorare le proprie condizioni di vita. Inoltre, secondo Michael Fumento, la drammatica riduzione delle rese causata dall'applicazione dei modelli agricoli proposti dalla Shiva porterebbe con sé anche una riduzione delle derrate alimentari disponibili, rifacendo precipitare l'India nello storico ciclo di carestie.
Sulla stessa posizione è anche Antonio Saltini. In un articolo pubblicato su Giannella Channel: Il trionfo bolognese dell'ambasciatrice mondiale della fame indiana, asserisce che se la posizione di Vandana Shiva venisse adottata dal governo, l'India ritornerebbe 

### Presunto legame tra OGM e suicidi dei lavoratori
Hanno fatto inoltre discutere alcune sue prese di posizione sul tema degli OGM. Ad esempio, in seguito all'uragano Orissa che colpì l'India nel 1999, chiese che fossero "immediatamente ritirati" gli aiuti umanitari inviati dall'Oxfam non certificati come OGM-free.
Sta facendo tuttora discutere, infine, la presunta correlazione invocata da Vandana Shiva tra suicidi di agricoltori ed introduzione degli OGM in India, questo soprattutto alla luce della rapida adozione da parte degli agricoltori della tecnologia OGM in quel paese e dei dati sui suicidi in India presentati dall'International Food Policy Research Institute, da cui si evidenzia come, dopo l'introduzione degli OGM, i suicidi tra gli agricoltori non siano aumentati, ma abbiano piuttosto subito un leggero calo mentre è raddoppiato il numero dei braccianti che non posseggono terra. Il fatto che sia l'estensione dei terreni coltivati con semenze ad alta resa sia la resa di queste siano in aumento non implica però che sia in aumento anche il numero dei partecipanti al benessere generale in quanto sono pochi coloro che avendo a disposizione il capitale di partenza necessario godono di questo arricchimento.

### Epidemia diXylella fastidiosain Puglia
Con riferimento al fenomeno del complesso del disseccamento rapido dell'olivo e sulle misure previste per la medesima, Vandana Shiva è stata criticata per avere assunto posizioni antiscientifiche che erano già state oggetto di un approfondimento del New Yorker nel 2014, in particolare affermando che gli alberi ammalati non dovevano essere tagliati come raccomandavano tutti gli scienziati poiché, secondo lei, "gli alberi non sbagliano".
Il mancato contenimento dell'infezione ha determinato la diffusione della malattia in oltre 20 milioni di alberi, e la produzione di olio di oliva del Salento è crollata nel 2019 del 90% rispetto ai livelli pre-epidemia.

### Crisi dello Sri Lanka del 2022
Il suo attivismo ha contribuito alla decisione del governo dello Sri Lanka, sotto la sua consulenza, di convertire totalmente la propria produzione agricola alla coltivazione biologica. Ciò ha provocato un crollo della produzione di cibo e beni di esportazione e un grave aumento dei prezzi, che hanno contribuito alla crisi del 2022, culminata nell'assalto della folla al palazzo presidenziale e la fuga del presidente Gotabaya Rajapaksa.

## Opere
- Staying alive: women, ecology and survival in India, Kali for Women, 1988
  - .Sopravvivere allo Sviluppo, ISEDI, 1990.
- Monocultures of the Mind: Perspectives on Biodiversity and Biotechnology, Zed Books, 1993
  - Monoculture della mente: biodiversità, biotecnologia e agricoltura scientifica, Bollati Boringhieri, 1995
- Biopirateria: il saccheggio della natura e dei saperi indigeni, Napoli, CUEN, 1999, ISBN 88-7146-486-9.
- Stolen Harvest: The Hijacking of the Global Food Supply (Culture Of The Land), University Press of Kentucky, 2015.
  - Vacche sacre e mucche pazze: il furto delle riserve alimentari globali, DeriveApprodi, 2001, ISBN 88-87423-74-1.
- Campi di battaglia: biodiversità e agricoltura industriale, Edizioni Ambiente, 2001.
- Protect or Plunder?: Understanding Intellectual Property Rights, Zed Books, 2001
  - Il mondo sotto brevetto, Feltrinelli, 2002, ISBN 88-07-71008-0.
- Staying Alive: Women, Ecology and Survival in India, Zed Books, 1989
  - Terra madre: sopravvivere allo Sviluppo. Edizione rivista, UTET, 2002.
- Biodiversità e sviluppo sostenibile = Biodiversity and sustainable development, Pratolino, Vaglia, Centro di documentazione internazionale sui parchi, 2003.
- Le guerre dell'acqua, Feltrinelli, 2004 Titolo originale=Water wars.
- Le nuove guerre della globalizzazione, UTET, 2005.
- Il bene comune della terra, Feltrinelli, 2006. Titolo uniforme=Earth democracy, ISBN 978-88-07-72247-9.
- Dalla parte degli ultimi: una vita per i diritti dei contadini, Slow Food, 2008.
- India spezzata, Il Saggiatore, 2008 . Titolo uniforme=India divided : diversity and democracy, ISBN 978-88-428-1507-5.
- Ritorno alla terra, la fine dell'ecoimperialismo, Fazi, 2009. Titolo originale=Soil not oil, ISBN 978-88-6411-029-5.
- Semi del suicidio : i costi umani dell'ingegneria genetica in agricoltura, Odradek, 2009, ISBN 978-88-96487-00-6.
- Fare pace con la terra, Feltrinelli, 2012. Titolo uniforme=Making peace with the earth, ISBN 978-88-07-17220-5.
- Storia dei semi, Feltrinelli Kids, 2013, ISBN 978-88-07-92200-8.
- Chi nutrirà il mondo? : manifesto per il cibo del terzo millennio, Feltrinelli, 2015 Titolo uniforme=Who really feeds the planet? , ISBN 978-88-07-17282-3.
- La terra ha i suoi diritti : la mia lotta di donna per un mondo più giusto : intervista, a cura di Lionel Astruc, EMI, 2016, ISBN 978-88-307-2358-0.
- Vandana Shiva ,Bhushan Patwardhan, Mira Shiva, Cibo e salute: manuale di resistenza alimentare, Terra Nuova, 2018, ISBN 978-88-6681-412-2.
- Vandana Shiva con Kartikey Shiva, Il pianeta di tutti : come il capitalismo ha colonizzato la Terra, Feltrinelli, 2019 . Titolo uniforme=Oneness vs the 1%, ISBN 978-88-07-17361-5.
- Vandana Shiva, Dall'avidità alla cura. La rivoluzione necessaria per un'economia sostenibile, EMI - Editrice Missionaria Italiana, Verona 2022, ISBN 978-883-07252-32.

## Filmografia
Vandana Shiva è stata intervistata in numerosi docufilm sulle tematiche da lei normalmente trattate, tra cui:
- The Corporation, regia di Mark Achbar e Jennifer Abbott (2003)
- One Water, regia di Sanjeev Chatterjee and Ali Habashi (2008)
- Il mondo secondo Monsanto (Le Monde selon Monsanto), regia di Marie-Monique Robin (2008)
- Terra Madre, regia di Ermanno Olmi (2009)